# Świstówka Liptowska

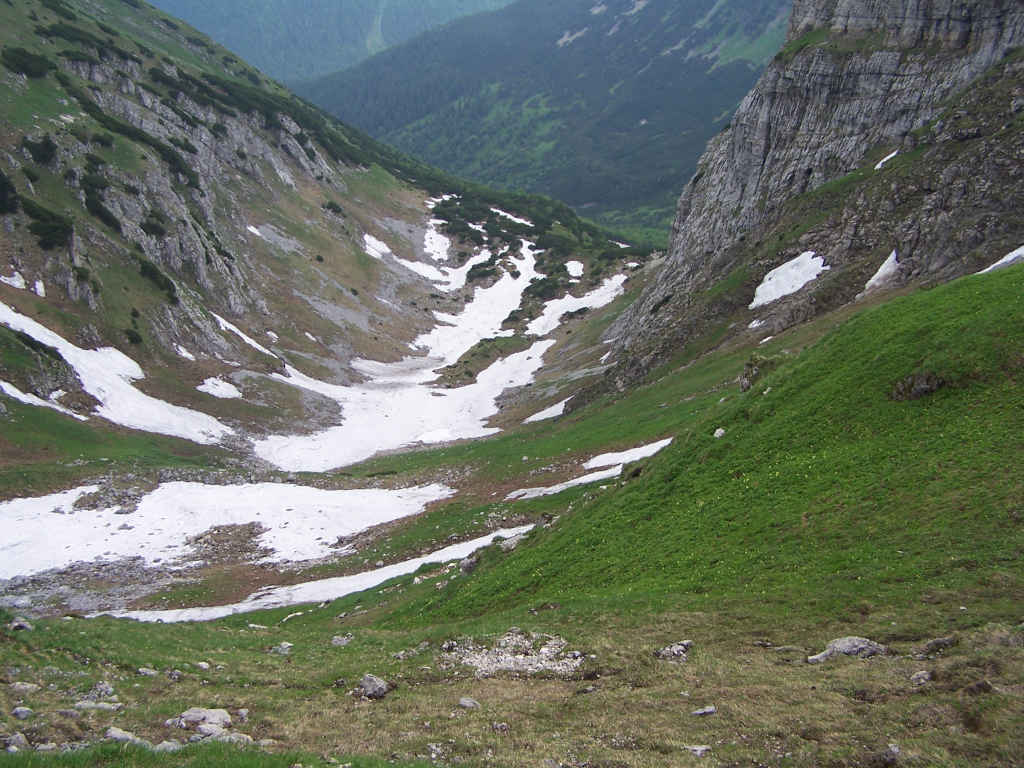
Świstówka Liptowska

Świstówka Liptowska (słow. Svišťovka) – dolina w kotle lodowcowym pomiędzy szczytami Czerwonych Wierchów w Tatrach Zachodnich. Wyżłobiona jest w skałach wapiennych i dolomitowych i znajduje się w górnej części słowackiej Doliny Tomanowej Liptowskiej. Dolina opada w południowo-wschodnim kierunku. Jej zbocza tworzą:
- południowo-wschodnie – Głazista Turnia i jej południowo-wschodni grzbiet,
- zachodnie – południowy grzbiet Ciemniaka (Tomanowe Stoły),
- północne – średnio strome stoki Ciemniaka i Krzesanicy,
- wschodnie – odbiegający od Krzesanicy górny odcinek Rozpadłej Grani.

Świstówka Liptowska nazywana jest także Głazistą Dolinką. Jest bezwodna, nie spływa nią żaden potok, a jej dno wypełnione jest rumowiskiem skalnym. Do Doliny Tomanowej opada niezbyt stromym progiem o wysokości kilkudziesięciu metrów. Próg ten całkowicie zarośnięty jest bujną kosodrzewiną. W Świstówce jest jedna jaskinia – Lodowa Studnia.
W Tatrach jest wiele dolin o nazwie Świstówka. Nazwa ta pochodzi od świstaków, które w tej dolinie występują lub dawniej występowały. Przez Świstówkę Liptowską nie prowadzi szlak turystyczny, można ją jednak obserwować z czerwonego szlaku biegnącego granią główną Tatr.